# Coxicerberus redangensis
Coxicerberus redangensis is een pissebed uit de familie Microcerberidae. De wetenschappelijke naam van de soort is voor het eerst geldig gepubliceerd in 1984 door Baldari & Argano.